# Huriel (tổng)
Tổng Huriel là một tổng ở tỉnh Allier trong vùng Auvergne.

## Địa lý
Tổng này được tổ chức xung quanh Huriel thuộc quận Montluçon. Độ cao thay đổi từ 193 m (Saint-Désiré) à 567 m (Archignat) với độ cao trung bình 364 m.

## Hành chính
| Giai đoạn        | Ủy viên        | Đảng | Tư cách                  |
| ---------------- | -------------- | ---- | ------------------------ |
| 27               | Michel Tabutin | PCF  |                          |
| tháng 3 năm 2001 | Michel Tabutin | PCF  | Thị trưởng của Chazemais |
| tháng 3 năm 2008 | Michel Tabutin | PCF  | Thị trưởng của Chazemais |

## Các đơn vị cấp dưới
Tổng Huriel gồm 14 xã với dân số là Bản mẫu:Unité (điều tra dân số năm 1999, dân số không tính hai lần).
| Xã                  | Dân số | Mã bưu chính | Mã insee |
| ------------------- | ------ | ------------ | -------- |
| Archignat           | 350    | 03380        | 03005    |
| Chambérat           | 308    | 03370        | 03051    |
| La Chapelaude       | 954    | 03380        | 03055    |
| Chazemais           | 387    | 03370        | 03072    |
| Courçais            | 310    | 03370        | 03088    |
| Huriel              | 2 377  | 03380        | 03128    |
| Mesples             | 127    | 03370        | 03172    |
| Saint-Désiré        | 455    | 03370        | 03225    |
| Saint-Éloy-d'Allier | 69     | 03370        | 03228    |
| Saint-Martinien     | 518    | 03380        | 03246    |
| Saint-Palais        | 197    | 03370        | 03249    |
| Saint-Sauvier       | 330    | 03370        | 03259    |
| Treignat            | 475    | 03380        | 03288    |
| Viplaix             | 296    | 03370        | 03317    |

## Biến động dân số
| 1962                                                     | 1968  | 1975  | 1982  | 1990  | 1999  |
| -------------------------------------------------------- | ----- | ----- | ----- | ----- | ----- |
| 8 373                                                    | 8 856 | 7 706 | 7 425 | 7 554 | 7 153 |
| Nombre retenu à partir de 1962 : dân số không tính trùng |       |       |       |       |       |